# 中华长阎甲
中华长阎甲（学名：Syntelia sinica），一种发现于中国四川省黑水县的甲虫，隶属于长阎甲科长阎甲属。其种加词sinica，意为“中华的”。

## 形态特征
雄性成虫体长12.1毫米，宽约4毫米，雌性成虫比雄性小。体型近似圆柱形。背部具有两条长长的背纹。通体呈黑色，具有轻微的金属光泽。 须肢、腿部腹面和跗节红褐色。